# Aloha
Aloha là một ngôn từ có xuất xứ từ Hawaii. Trong ngôn ngữ của người Hawaii, Aloha mang nhiều nghĩa như: là sự chào hỏi, là tình yêu, là hoà bình, hữu nghị, cảm ơn, tạm biệt và cả "xin chào". Đối với người Hawaii, Aloha được sử dụng như một lời chào hỏi khi gặp nhau cũng như khi chia tay. Aloha với những nghĩa khác nhau chỉ có thể phân biệt trong ngữ cảnh.

## Một số cách dùng
- Aloha kakahiaka: chào buổi sáng.
- Aloha auinala: chào buổi trưa.
- Aloha ahiahi: chào buổi tối.
- Aloha kakou: chào mừng tất cả mọi người (khi đón tiếp người khác).
- ohana:nghĩa là gia đình.

## Sách tham khảo
- Andrews, Lorrin (2003) [1865]. A Dictionary of the Hawaiian Language. Noenoe K. Silva; Albert J. Schutz. Island Heritage Publishing. ISBN 0-89610-374-9.
- "Hawaiian Dictionary". Ulukau On-line Hawaiian dictionary. University of Hawaii Press. 2004. Truy cập ngày 22 tháng 4 năm 2008.
- Hawaiian Telcom White Pages
- "Māori Dictionary Online". Māori Dictionary. John C. Moorfield. 2008. Truy cập ngày 22 tháng 4 năm 2008.
- Pukui, Mary Kawena (1986) [1957]. Hawaiian Dictionary. Samuel H. Elbert. University of Hawaii Press. ISBN 0-8248-0703-0.